# 리하르트 조르게
리하르트 조르게(독일어: Richard Sorge, 1895년 10월 4일 ~ 1944년 11월 7일) 혹은 리하르트 빌겔모비치 조르게(러시아어: Ри́хард Вильге́льмович Зо́рге)는 일본을 주무대로 활약한 소련의 간첩이다. 그는 신문 기자로 가장하여 독일 신문의 일본 특파원으로 일하면서 제2차 세계대전 중 추축국의 주요 정보를 빼내 소련에 넘겨 연합국의 승리에 큰 기여를 하였다. 1944년 일본에 체포되어 처형되었다.

## 젊은 시절
리하르트 조르게는 러시아 제국의 사분치라는 곳에서 태어났다. 이곳은 현재 아제르바이잔의 바쿠 인근에 해당된다. 아버지는 독일인 유전 기술자였고, 어머니는 러시아인이었다. 아버지는 코카서스 석유회사에 고용된 기술자였으나, 계약이 해지되어 독일의 베를린으로 돌아왔다. 리하르트의 친조부의 형제였던 프리드리히 조르게는 공산주의 이론가인 마르크스의 동지였다.
1914년 10월 조르게는 제1차 세계대전에 학도자원병으로 참전하였다. 그는 서부전선에 파견되어 크게 부상당했는데, 손가락 세 개를 잃고 평생 다리를 절게 되었다. 그는 상병으로 승진해 철십자 훈장을 받았지만, 이러한 부상 때문에 제대를 했다. 그는 부상회복 기간 동안 마르크스의 서적을 읽고 공산주의자가 되었다. 그는 나머지 전쟁기간중에 베를린, 킬, 함부르크에 있는 대학교에서 경제학을 공부하였다. 뿐만 아니라 그는 농업과 포병술에 해박한 지식을 가지고 있었다. 1919년 조르게는 정치학 박사학위를 받았고, 교사로 일하면서 독일 공산당에 입당하였다. 그러나 이러한 정치 활동 때문에 직업을 잃고, 모스크바로 가서 코민테른의 요원이 되었다.

## 간첩이 되다
조르게는 소련에 의해 첩보요원으로 선발되어 신문기자로 신분을 위장하고 유럽의 여러나라에 파견되었다. 그는 1920년부터 1924년까지 독일에서 머물렀는데 1921년 그는 옛 스승 알베르트 게어라흐의 아내였던 크리스티네와 결혼을 했다. 이후 여러 공작에 가담하였고, 1924년 모스크바로 돌아와서 소련의 첩보기관인 국가정치부에서 정보분석자로 일했다. 그는 일 때문에 가정을 돌보지 않아서 이혼하고 말았다.
1929년 조르게는 소련군의 제4국 (GRU, 군사정보국)으로 자리를 옮겼다. 그는 이후 죽을때까지 이 부서의 요원으로 일했다. 그는 이해 영국에 파견되어 정보를 수집하였다. 다시 독일로 가서 좌익활동에 연루되지 말고 나치당에 가입하라는 지령을 받고 이에 따랐다. 그는 신분을 위장하기 위해 농업신문인 도이체 게트라이드 차이퉁(Deutsche Getreide-Zeitung)에 기자로 취직하였다.
1930년 조르게는 중국의 상하이로 가서 정보수집과 혁명공작을 하였다. 공식적으로 그는 한 독일의 통신사의 편집인과 프랑크푸르터 차이퉁의 특파원의 직함을 가지고 있었다. 여기서 그는 저명한 좌익 저널리스트인 아그네스 스메들리를 만났고, 그녀와 잠시 사귀었으며, 그녀는 조르게에게 일본기자들을 소개하였다. 그는 일본기자 오자키 호츠미를 포섭하여 정보원으로 삼았다. 그는 농업전문가로 행세하여 중국각지를 여행하면서 당시 장제스의 대대적인 탄압을 피해서 지하로 숨어 있던 중국공산당의 당원들과 접촉할 수 있었다. 1932년 그는 일본군과 중국군이 싸운 제1차 상하이 사변을 취재하였고, 이해 12월 모스크바로 소환되었다.

## 일본에 대한 첩보 활동
소련 정보당국은 조르게에게 일본으로 가서 첩보망을 구성하도록 명령했다. 그리하여 조르게는 일단 독일로 돌아가서 철저한 나치스로 위장하고, 새로운 신문사에 들어갔다. 특히 취중에 신분을 노출시키지 않기 위해서 좋아하던 술까지 끊었다.
1933년 9월 6일 조르게는 요코하마에 도착했다. 그곳에서 그는 일본인과 외국인, 그리고 사업가와 신문기자등으로 구성된 첩보망을 조직하였다. 그의 요원들은 일본의 저명한 정치가들과 접촉하여 일본의 대외 정책에 관한 정보를 수집하였다. 특히 오자키 호츠미는 총리였던 고노에 후미마로의 정책보좌역이 되어 일본정부의 기밀문서를 빼내 조르게에게 넘겼다. 그는 공식적으로 나치의 열렬한 지지자로 위장했기 때문에 주일 독일대사관에 쉽게 접근할 수 있었고, 그곳에서도 고급 정보를 수집할 수 있었다. 조르게는 일본 주재 독일 대사였던 오이겐 오토(Eugen Otto)와 매우 친밀했고, 지독한 호색가였던 조르게는 오토의 아내와도 내연의 관계를 맺고 있었다. 그러나 첩보활동에 따른 스트레스 때문에 그는 폭음하기 시작했다.
조르게는 이러한 첩보망을 통해 독일-이탈리아-일본의 방공 협정, 일본군의 진주만 공격의 정보를 빼내어 소련에게 전달했다. 특히 1941년 일본 주재 독일 무관에게서 정보를 빼내, 독일의 소련 침공계획인 바르바로사 작전의 정확한 개시 일자 (6월 22일, 혹은 그보다 앞선 6월 20일로 전달했다는 설도 있다)를 전달했으나, 스탈린은 이를 무시하여 소련군의 대패를 초래하였다.
소련은 서쪽을 침공한 독일에 발맞추어 동맹국 일본도 아시아쪽에서 협공할 것을 우려하였는데, 1941년 9월 14일 조르게는 이에 관련한 일본군의 동향을 전달하였다. 그것은 독일군이 모스크바를 함락시키기 전까지는 일본군은 소련을 공격하지 않는다는 것이었다. 대신에 일본군은 자원을 확보하기 위해 남방으로 향한다는 정보를 전달하였다. 이 첩보에 근거하여 소련군은 일본 관동군에 맞서 극동에 배치된 정예 병력을 빼내 서부로 돌렸고, 이 병력은 모스크바 공방전에 투입되어 동부전선에서 소련군이 독일군을 처음으로 패퇴시키는데 공헌하였다.

## 체포와 처형
일본이 전시국면으로 치달을수록 조르게가 첩보활동을 벌이는 것은 매우 위험해졌다. 그러나 전쟁은 중대국면으로 치닫고 있었기 때문에 조르게는 첩보활동을 계속했다. 소련에서 쓰이던 1회용 암호표에 의한 무선량이 대폭 늘어났기 때문에 일본의 방첩기관(특별고등경찰)은 이를 인지했고 엄중한 감시를 하고 있었다. 조르게의 요원이었던 오자키는 1941년 10월 14일 먼저 체포되었고 조르게는 10월 18일 도쿄에서 체포되었다.
독일대사인 오이겐 오토는 이를 듣고 놀랐다. 사실 조르게는 소련을 위한 첩보활동을 하면서 일부를 독일대사관 측에도 제공하고 있었기 때문에 오토는 조르게의 체포를 일본의 과민반응 쯤으로 생각하고 있었다. 처음에 일본은 조르게를 독일 국방군의 첩보기관인 아프베어(Abwehr)의 요원으로 생각하고 있었으나 아프베어는 이를 부인했다. 뿐만 아니라 조르게는 고문에도 불구하고 소련과의 연관을 부정했고, 소련도 조르게를 자국의 요원이라고 인정하지 않았다.
일본은 조르게와 소련에서 붙잡힌 일본간첩과 교환하려고 하였으나, 소련은 조르게의 존재를 인정하지 않아 성사되지 않았다. 조르게는 스가모 형무소에 수감되어 있었다. 조르게는 1944년 11월 7일에 교수형으로 스가모 행무소에서 처형되었다. 그의 요원이었던 오자키는 그보다 조금 이른시간에 처형되었다. 조르게는 일단 스가모 형무소내의 묘원에 묻혔다가 도쿄의 타마 공동묘지로 이장되었다. 그의 일본인 연인이었던 이시이 하나코는 그녀가 살아있던 2000년까지 계속 조르게의 묘를 찾았다.

## 사후

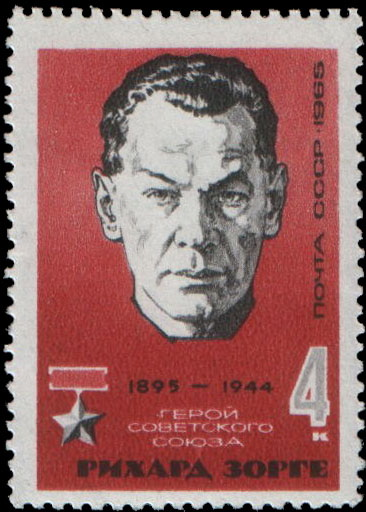
조르게가 그려진 우표

1961년 조르게의 활약상을 각색한 영화 《Qui êtes-vous, Monsieur Sorge?》 (조르게씨, 당신은 누구요?)가 프랑스, 서독, 이탈리아, 일본 합작으로 만들어졌다. 이 영화는 소련에서도 개봉되어 인기를 끌었고, 영화를 관람한 소련의 서기장 흐루쇼프는 첩보기관이었던 국가보안위원회(KGB)에게 이 영화가 사실에 근거한 것이냐고 물었다. 조르게가 실존 인물임을 확인한 흐루쇼프는 1964년 조르게에게 소비에트 연방 영웅 칭호를 수여했고, 조르게가 공식적으로 자국요원임을 인정하였다. 또한 조르게의 일본인 연인 이시이 하나코에게 연금을 주었다.
한편 주일본 소련 대사는 부임후 그의 묘소를 찾는 것이 관례였고, 현재는 러시아 대사도 마찬가지로 그의 묘소를 찾는다고 한다.
동독에서도 파시스트 체제에 대항했던 조르게를 높이 평가하여 그의 전기가 발표되고 기념우표를 발행하는 등의 기념사업을 하였다. 뿐만 아니라 일본과 폴란드에서는 그를 다룬 만화가 출판되었다.
2003년 일본에서도 '스파이 조르게'라는 영화가 만들어졌다.
이외에도 여러 편의 책이 그를 주제로 씌여졌다.

## 평가
- "조르게는 역사상 가장 위험한 첩보원이었다" (이언 플레밍 '007 제임스 본드'의 원작자)

- "내 평생 그보다 위대한 인간은 만나보지 못했다." (요시카와 마쓰사다, 조르게를 기소한 일본검사)

- "조르게는 역사상 가장 위대한 첩보원이다." (톰 클렌시, 미국의 첩보소설 작가)

- "눈부신 첩보활동이 만들어낼 수 있는 결정적인 사례이다." (더글러스 맥아더, 미국의 육군 원수)

- "스탈린의 제임스 본드" (르 피가로, 프랑스의 주요일간지)

앨빈 토플러는 권력이동에서 조르게를 언급하면서, 조르게는 숙련된 프로 스파이였지만, 앞으로의 사회는 숙련된 프로 스파이 1인을 길러내는 방식 보다는, 비숙련 아마추어 스파이들의 대량투입을 통해 정보를 대량으로 입수하고, 이를 국가기관인 정보부에서 가공하는 방식이 될 것이라고 말한다. 산업혁명 이전의 숙련된 수공업자의 방식이 아니라 산업화된 공장의 대량생산 방식이라고 한다.

## 같이 보기
- 이바르 리스너(영어판) - 리하르트 조르게의 라이벌이자 나치 독일의 스파이
- 스가모 구치소 - 조르게가 처형된 곳이다.
- 오자키 호쓰미 - 조르게의 일본인 정보원
- 태평양 전쟁 - 조르게는 진주만 공격의 정확한 날짜를 입수하는데 성공했다.
- 조르게 사건